# デイビーボーイ・スミス・ジュニア
デイビーボーイ・スミス・ジュニア（Davey Boy Smith Jr.、1985年8月2日 - ）は、カナダの男性プロレスラー。
本名、ハリー・スミス（Harry Francis Smith）。アルバータ州カルガリー出身。
WWEではデビッド・ハート・スミス（DHスミス）の名で活動しており、リングネームは「デビッド」がハリーの父のデイビーボーイ・スミスの本名から取っており、「ハート」は母ダイアナ・ハートの旧姓でありレスリング一家であったハート・ファミリーから取ったものである。シーシェパードの支持者でもある。

## 来歴
一族がプロレスに関わっているハート・ファミリーであったことから小さいころからプロレスに囲まれた生活を送っており、子どもの頃は従兄弟同士が集まって祖父スチュ・ハートの道場「ダンジョン」に忍び込んで遊ぶなどをしていた。父スミスが日本へ遠征して帰った時に買ってくれた日本のおもちゃやプロレス雑誌などを見て、日本にプロレスラーとしていきたいと興味をもつ。寿司が好物なのもこの頃の父の影響である。
8歳の時に「ダンジョン」への立ち入りが認められ、伯父のブルース・ハートやロス・ハート、帰国時の父から指導を受けた。1994年、8歳のときにカルガリーを拠点とするスタンピード・レスリングのロッキーフォード大会で、いとこのマッド・アニス（当時11歳）を相手に、本名のハリー・スミス名義でデビュー。3年後にマットが病気で亡くなった時、1996年10月のWWFカルガリー大会で、マット追悼チャリティーマッチとしてテッド・ハートと組んでいとこのタイソン・キッド組と対戦した。2000年に両親は離婚したが、2002年5月にはカナダのウィニペグで父のスミスとタッグマッチ、6人タッグマッチのチームを結成している。ところが1週間後に父のスミスが他界した。また、2年後には祖父のスチュが88歳で亡くなっている。2004年5月にはTJ・ウィルソン（現タイソン・キッド）とスタンビート・ブルドックスを結成し、この頃は当時北米地区のブッカーをしていた大剛鉄之助のトレーニングを受けており、2005年6月、WWEからのオファーを断り大剛のルートから新日本プロレスにハーリー "ブルドッグ" スミスの名前で参戦した。蝶野正洋が率いるブラック・ニュー・ジャパンと共闘を展開、新日本には3度来日している。

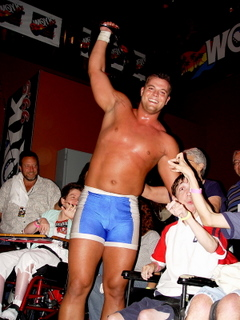
FCW時代

しかし、新日本の業績が厳しくなり外国人枠が縮小されてオファーが無くなったこともあり、2006年にWWEとディベロップメント契約を交わし、DSWへ送られ、そこでTJ・ウィルソン(現タイソン・キッド)と共に活動する。その後WWEとDSWの関係解消により、FCWへと移る。そこで21人バトルロイヤルに勝利し、FCW南部ヘビー級王座初代王者となった。
2007年10月にDH・スミス（デビッド・ハート・スミス）としてRAWに登場し、父親の得意技ランニング・パワースラムでカリートに勝利を収めた。だが、11月に薬物違反により1か月の謹慎処分となった。
2008年の追加ドラフトによりSmackDown!へ移籍するが、その後FCWへ送り返されてしまった。
2009年の追加ドラフトにより、ECWへ移籍した。5月のタイソン・キッド対フィンレイ戦に乱入し、ヒールとしてECWデビューする。以降はナタリヤ、タイソン・キッドと共にハート・ダイナスティ(the Hart Dynasty)として活動していく。6月のトレードでキッド、ナタリヤと共にスマックダウンへ移籍する。移籍後はクライム・タイムと抗争し、その後もヒールとして活動していたが2010年3月28日に開催されたレッスルマニア26でのブレット・ハートとビンス・マクマホンの一戦をきっかけにベビーターンした。
4月25日のエクストリーム・ルールズで統一タッグ王者のビッグ・ショー & ザ・ミズ組に勝利し、統一タッグ王座への第一挑戦者となり、翌日のRAWで王者組に勝利し、統一タッグ王者となった（なお、8月16日のRAWのブレットからの発表をもってWWEタッグ王座となる）。その後追加ドラフトによりナタリヤ、タイソン・キッドと共にRAWへ移籍する。
オーバー・ザ・リミットではクリス・ジェリコ & ザ・ミズ組、フェイタル・4ウェイ、マネー・イン・ザ・バンクではウーソズから王座を防衛してきたが、9月19日のナイト・オブ・チャンピオンズのタッグチーム・ターモイル形式の王座戦でウーソズに敗れて王座から陥落する（試合の結果、コーディ・ローデス & ドリュー・マッキンタイア組が王者となる）。その後もタッグ王座戦線に絡むが負け続け、チームは不和となってしまう。11月15日のジャスティン・ガブリエル & ヒース・スレイター組との試合ではキッドに交代を拒否されて、さらに頭にキックを叩き込まれた。これでハート・ダイナスティは解散となり、キッドはヒールターンした。その後キッドと抗争に入るが出番は減っていった。WWE Superstarsを中心に出番もあったが、ギミックチェンジなどの努力も叶わず2011年8月に解雇となった。
WWE解雇後、アントニオ猪木が主宰する日本のプロレス団体であるIGFに8月27日、本名であるハリー・スミス名義で参戦、鈴木秀樹と対戦するも4分余りで敗戦となった。翌週の9月3日、GENOME17ではボビー・ラシュリーと組んでケンドー・カシン、藤田和之組とセミファイナルにて対戦するがこれまた敗戦となった。またPWG（Pro Wrestling Guerrilla）、Ring Ka King、RPW（Resistance Pro Wrestling）などのインディー団体にも参戦している。

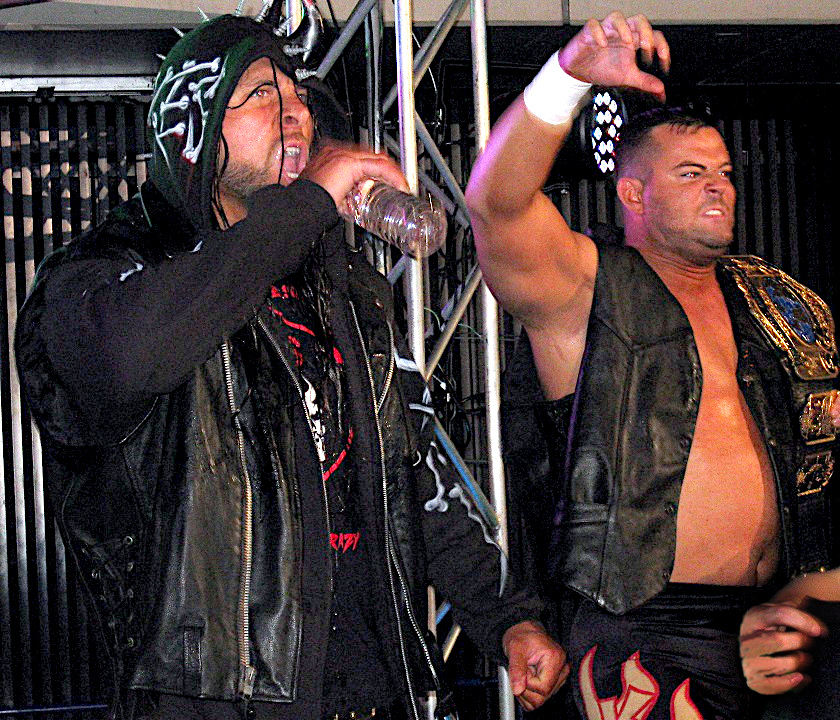
ランス・アーチャー（左）とのタッグK.E.S.として活動するスミス（右）

2012年8月、古巣である新日本プロレスに参戦し鈴木みのるがリーダーを務めるヒールユニット「鈴木軍」に参加、同ユニットのメンバーの一人で元WWEのランス・アーチャーと共に外国人タッグチーム、K.E.S. （Killer Elite Squad）を結成した。新日本に復帰した当初のリングネームはIGFで使用したハーリー・スミス名義であったが、新日本からの要請で9月よりデイビーボーイ・スミス・ジュニアに変更になった。10月8日のPPV、NJPW 40th anniversary KING OF PRO-WRESTLINGにて、テンコジ（天山広吉&小島聡）が保持するIWGPタッグ王座に挑戦し見事勝利を収めて第61代IWGPタッグ王者となった。
2013年3月にはNEW JAPAN CUPに初出場し、初戦で中邑真輔をも破る波乱を巻き起こしベスト4の成績を残した。4月7日、INVASION ATTACK ではトリプル・メインイベントに出場し中邑の保持するIWGPインターコンチネンタル王座に初挑戦したが、ボマイェで敗北を喫した。
4月20日、NWAヒューストンのイベント "Parade of Champions" にアーチャーと共に参戦する。NWA世界タッグ王座保持チームのキングス・オブ・ザ・アンダーグラウンド（スコット・サマーズ & ライアン・ジェネシス）とIWGPタッグ王座とNWA世界タッグ王座を懸けたダブルタイトルマッチにて勝利しタッグ二冠王者となった。
2015年より鈴木らとともに鈴木軍としてプロレスリング・ノアに上陸し、2月11日にアーチャーとのタッグでTMDKを破りGHCタッグ王座を獲得、5月28日に丸藤正道＆矢野通組に敗れるまで10回連続防衛記録を達成している。
2017年より鈴木軍の一員として再び新日本プロレスに参戦。
2019年6月15日、新日本プロレスとの契約を解除。以降はMLWを主戦場に活動する。2020年、全日本プロレスのチャンピオン・カーニバル出場が発表されたが、新型コロナウイルス感染症の世界的流行により来日中止（のち大会自体も中止）となった。
2021年7月、10年ぶりにWWE復帰。しかしわずか1試合で再び解雇された。
2023年12月31日 - 2024年1月3日にかけて全日本プロレスに初参戦。31日の代々木第二大会では鈴木軍時代のボス・鈴木みのるとの再会を果たした。
2024年6月22日「ブラッドスポーツ 武士道」に参戦、船木誠勝と対戦した。

## ファイトスタイル
幼少期のハリーは、父のデイビーボーイ・スミスが日本から持ち帰ったVHSのビデオテープを鑑賞していた（そのビデオには『全日本プロレス中継』がそのまま録画されていた）。そのためジャンボ鶴田や天龍源一郎、スタン・ハンセンなどにインスパイアされた。ジャンボ鶴田への強い憧憬から、WWE時代にジャンピングニーアタックを決めた後に右手を突き上げるパフォーマンスの所までを自身の定番ムーヴとしようとしたが、日本のプロレスを知らない観客からの反応は非常に冷めたものだった。また、10代後半の頃には海賊版ビデオを収集し、新生UWFやリングス、四天王プロレス時代の全日本、獣神サンダー・ライガーやケンドー・カシンなどがキーパーソン時代の新日本ジュニアなどに興味を持ち、自身のファイトスタイルに転化させた。新日本初参戦時はニールキックやキャプチュードなど前田日明ゆかりの技を使用していた。しかしWWEでは特に背後から組み付き相手の頭部をマットに叩きつける投げ技（急角度のバックドロップやジャーマンスープレックス）が「ハイリスクムーヴ = 危険な技」としてNGにされてしまった。
父を超えるためにいつか総合格闘技で戦いたいという目標があり、2012年以降、来日する度に佐山聡や桜庭和志、高阪剛、藤原喜明のもとで練習している。

## 得意技

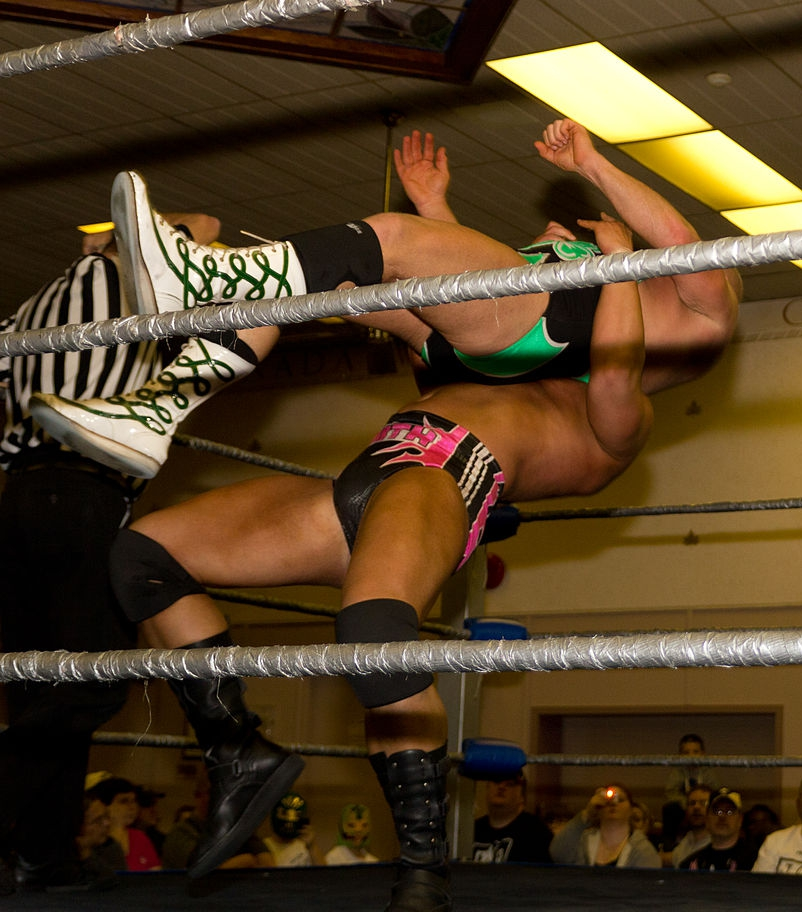
ジャーマンスープレックス

### フィニッシュ・ホールド
ブルドッグ・ボム
シットダウン式ジャンピング・パワーボム。
再度日本マットに進出した2012年以降のスミスの主なフィニッシュ技。

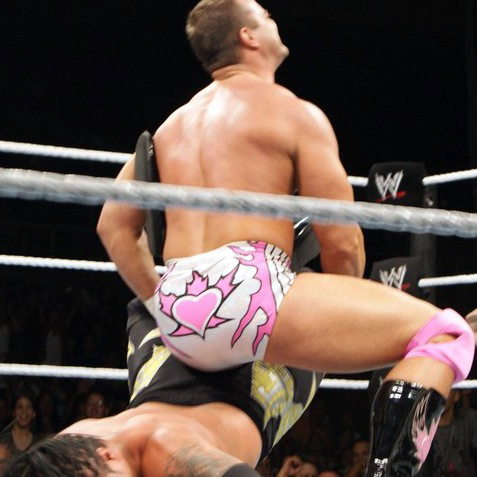
シャープシューター
WWE後期（ハート・ダイナスティ時代以降）のスミスのフィニッシャー。
ランニング・パワースラム
父であるデイビーボーイ・スミスが得意とする技で、大一番の際は雪崩式を敢行することもある。高角度式の為テレビ実況ではジャック・ハマーと混同されることもある。
サイトー・スープレックス
捻り式バックドロップを使用。
横気味に胴をクラッチしながら放つ捻り式はフィニッシュとして用いられていたが、現在は繋ぎ技。初期はホールドも使用していた。WWE時代はサイトー・スープレックスの呼称で使用していた。
クロスフェイス
フィニッシュ・ホールド。
うつ伏せ状態の相手の片腕を足でロックしてからグラウンド式フェイスロック（クロスフェイス）を極める技。挟み込んだ腕は動きを封じるためで、両腕が相手の鼻、頬骨の周辺を締め上げるため、強烈な痛みを与える。
キャメルクラッチ
初期のフィニッシュ・ホールド。
ダイビング・ヘッドバット

### 打撃技
エルボー
エルボー・スタンプ
エルボー・スマッシュ
バック・エルボー
バックハンド・チョップ
クローズライン
ビッグ・ブート
試合を展開する際に使用する主要攻撃の一つ。
ジャンピング・ニー・バット
相手が向かってくる所を見計らって放つ、カウンター式を使用している。相手をダウンさせた後に鶴田をオマージュしたガッツポーズで観衆をあおる。

### 投げ技
キャプチュード
ジャック・ハマー
パワーボム
ジャーマン・スープレックス
タイガー・スープレックス
ノーザンライト・スープレックス

### 連携技
キラー・ボム
アーチャーとの合体技。
まずアーチャーがフルネルソンバスターの体勢で相手を持ち上げ、持ち上がった相手の脚をスミスが掴みシッドダウン式パワーボムをジョイントさせ相手をマットに叩きつける。

## タイトル歴
NWA

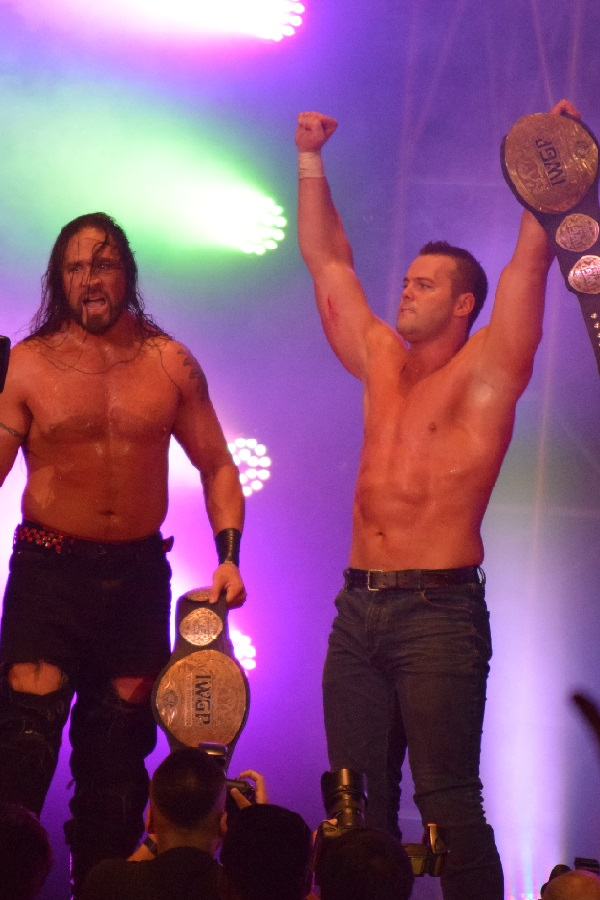
IWGPタッグ王座

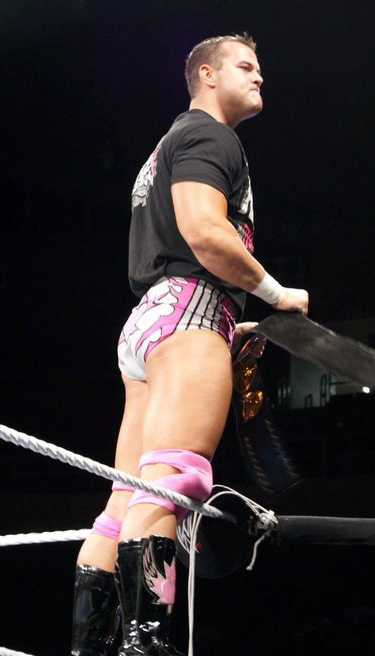
世界タッグ王座

- NWA世界タッグ王座 : 3回（w / ランス・アーチャー、ダグ・ウィリアムス ）

WWE
- 世界タッグ王座 : 1回（w / タイソン・キッド）
- WWEタッグ王座 : 1回（w / タイソン・キッド）

FCW
- FCW南部ヘビー級王座 : 1回
- FCWフロリダタッグ王座 : 1回（w / TJ・ウィルソン）

Ring Ka King
- リング・カ・キング・タッグ王座 : 1回（w / チャボ・ゲレロ・ジュニア）

新日本プロレス
- 第61・63・78代IWGPタッグ王座（w / ランス・アーチャー）

全日本プロレス
- 第74代三冠ヘビー級王座[12]

プロレスリング・ノア
- 第33・35代GHCタッグ王座（w / ランス・アーチャー）

HLW
- スチュ・ハート・ヘリテッジ王座 : 1回

AWA Pinnacle Wrestling
- AWAピナクル・ヘビー級王座 : 1回

BTW
- BTWヘビー級王座 : 1回

MLW
- GTCカーニバル・トーナメント : 2004年度優勝（w / TJ・ウィルソン）

NBWA
- NBWAヘビー級王座 : 1回

NGW
- NGWヘビー級王座 : 1回

PWA
- PWAタッグ王座 : 1回（w / TJ・ウィルソン）

RCW
- RCWカナディアン・ヘビー級王座 : 1回

RPW
- RPWヘビー級王座 : 1回

スタンピード・レスリング
- スタンピード・インターナショナル・タッグ王座 : 2回（w / アポカリプス、カーク・メルニック）
- スタンピード北アメリカ・ヘビー級王座 : 1回

## 入場テーマ曲
- Awakening

2013年4月 - 現在まで使用。
- BULLDOG HEART

新日本再参戦後のテーマ曲。2012年9月 - 2013年3月まで使用。
- Butt Klub
- Turtle Poke
- One Last Breath
- New Foundation
- Attitude